# Puchar Australii i Nowej Zelandii w narciarstwie alpejskim 2022
Sezon 2022 Pucharu Australii i Nowej Zelandii w narciarstwie alpejskim rozpoczął się 22 sierpnia 2022 r. w nowozelandzkim Coronet Peak zawodami w slalomie. Ostatnie zawody tej edycji zostały rozegrane 30 sierpnia tego samego roku w tym samym ośrodku narciarskim. Finałowe zmagania zostały zwieńczone rywalizacją w slalomie gigancie. Zorganizowano po 6 konkursów dla kobiet i mężczyzn.

## Puchar Australii i Nowej Zelandii w narciarstwie alpejskim kobiet
Wśród kobiet Pucharu Australii i Nowej Zelandii z sezonu 2019 broniła Amerykanka Storm Klomhaus. Tym razem zwyciężyła jej rodaczka Ava Sunshine.
W poszczególnych klasyfikacjach tryumfowały: 
- slalom:  Zoe Zimmermann/ Ava Sunshine
- gigant:  Katie Hensien
- supergigant:  Candace Crawford

## Puchar Australii i Nowej Zelandii w narciarstwie alpejskim mężczyzn
Wśród mężczyzn Pucharu Australii i Nowej Zelandii z sezonu 2019 bronił Austriak Magnus Walch. Tym razem zwyciężył Amerykanin Isaiah Nelson.
W poszczególnych klasyfikacjach tryumfowali:
- slalom:  Benjamin Ritchie
- gigant:  Isaiah Nelson
- supergigant:  Willis Feasey